# Łysogóry
Łysogóry – najwyższe pasmo Gór Świętokrzyskich o długości około 25 km. Jedno z nielicznych w Górach Świętokrzyskich pasm, których wysokości względem otaczających je dolin są większe niż 300 m. Najwyższym szczytem jest Łysica o wysokości 614 m n.p.m. Pasmo rozpoczyna się na północnym zachodzie od przełomu rzeki Lubrzanki, a kończy się na południowym wschodzie w okolicach Nowej Słupi.
Pasmo ze względu na krajobraz można umownie podzielić na dwie części: gęsto zalesioną (Puszcza Jodłowa) część wschodnią, wchodzącą w skład Świętokrzyskiego Parku Narodowego, ze szczytami Łysicy, Łysej Góry (inaczej Łyśca), Księżej Skały, Góry Huckiej, Sztymbera, Białej skały, Widnej Skały, i Chełmca, oraz słabo zalesioną i wyraźnie niższą część zachodnią, w skład której wchodzą Radostowa, Wymyślona i Kraiński Grzbiet.
Łysogóry zbudowane są głównie z górnokambryjskich kwarcytów, które tworzą szczytową partię grzbietu, a przeważnie także i partie stokowe. Charakterystyczną cechą Łysogór są często spotykane gołoborza – podszczytowe rumowiska skalne z kambryjskich piaskowców kwarcytowych. Największym jest Gołoborze Kobendzy (od nazwiska przyrodnika Romana Kobendzy) na północnym stoku Łysej Góry.
Geologicznym przedłużeniem Łysogór od strony zachodniej jest Pasmo Masłowskie, oddzielone przełomem rzeki Lubrzanki, a od strony południowo-wschodniej – oddzielone uskokiem łysogórskim Pasmo Jeleniowskie.
Przez pasmo przebiega  Główny Szlak Świętokrzyski im. Edmunda Massalskiego z Gołoszyc do Kuźniaków, niebieski szlak turystyczny z Wału Małacentowskiego do kapliczki św. Mikołaja oraz niebieski szlak turystyczny z Łysej Góry do Pętkowic.

## Główne szczyty
- Agata– 614 m n.p.m.[1]
- Łysica  613 m n.p.m.[1]

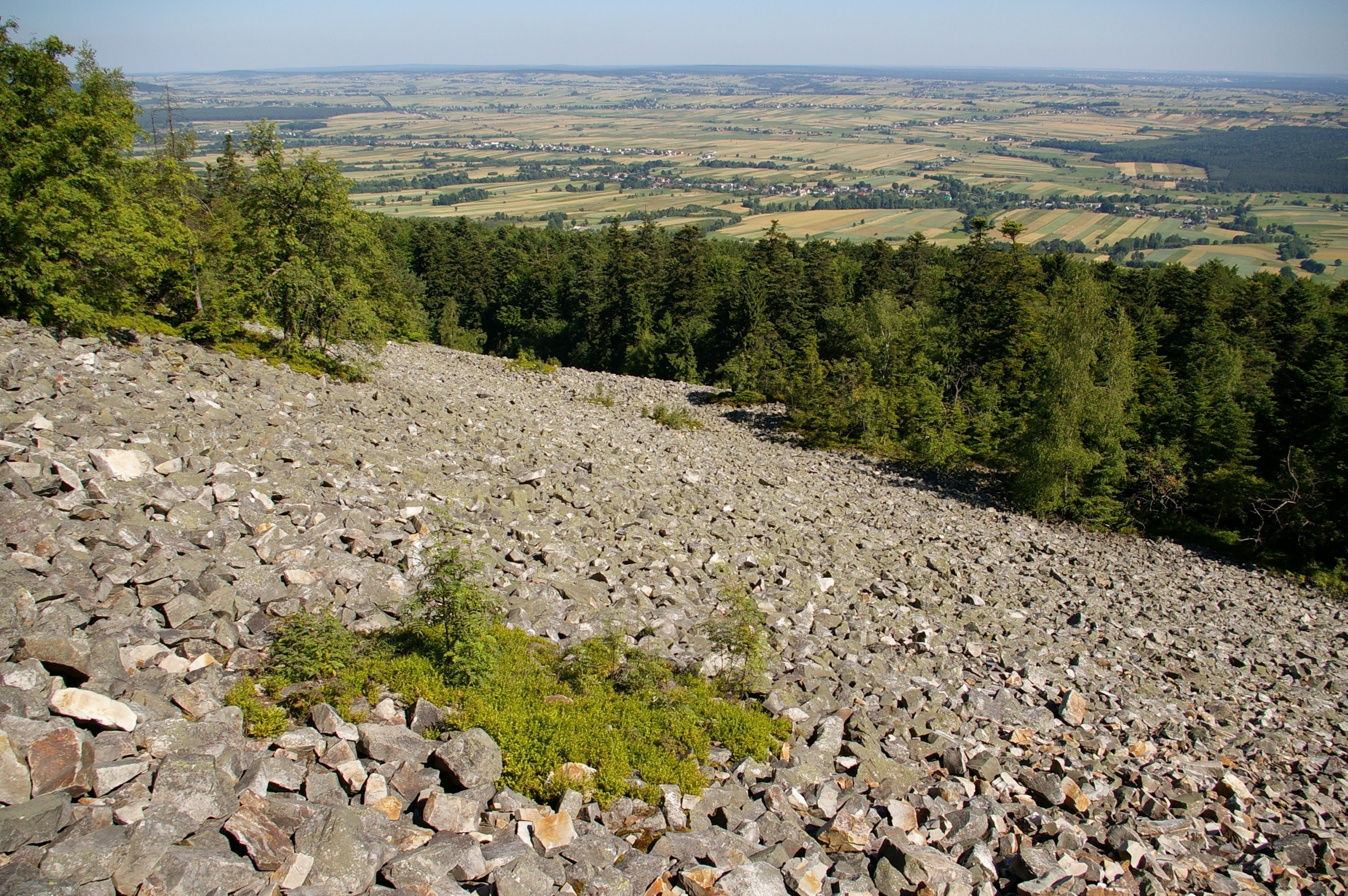
Gołoborze na szczycie Łysej Góry

- Łysa Góra (Łysiec, Święty Krzyż) – 594 m
- Księża Skała – 550 m
- Hucka – 547 m
- Biała Skała – 547 m
- Widna Skała – 544 m
- Sztymber – 530 m
- Chełmiec – 456 m
- Radostowa – 451 m
- Kraiński Grzbiet – 428 m
- Wymyślona – 415 m.